# Synemosyna ubicki
Synemosyna ubicki là một loài nhện trong họ Salticidae.
Loài này thuộc chi Synemosyna. Synemosyna ubicki được Cutler miêu tả năm 1988.